# Тарбагатай (Казахстан)
Тарбагата́й (каз. Тарбағатай) — село у складі Аягозького району Абайської області Казахстану. Адміністративний центр Тарбагатайського сільського округу.
Населення — 1254 особи (2021; 2122 у 2009, 2248 у 1999, 2226 у 1989).
Національний склад станом на 1989 рік:
- казахи — 100 %

У радянські часи село називалось також Колхоз імені 40-ліття Октября.